# ソクシンラン
ソクシンラン（束心蘭、学名：Aletris spicata (Thunb.) Franch.）は、キンコウカ科ソクシンラン属に分類される多年草の1種。中国名は粉条儿菜。

## 特徴
根茎は太く、短い。花茎の高さは、30-50 cm。根生葉は多数あり、やや硬く淡緑色で線形、長さ15-30 cm、幅3-7 mm。長さ15-20 cmの穂状花序に多数の花をやや密につける。花は斜めに立ち、花被片は長さ5-6 mmのつぼ形で先は6裂し、裂片は披針形、白色または薄紅色を帯びる。子房は下位。花期は4-6月。花序の軸、花柄、花被片の外面に白い縮れ毛がある。果実は蒴果で倒卵形、長さ3-4 mm。

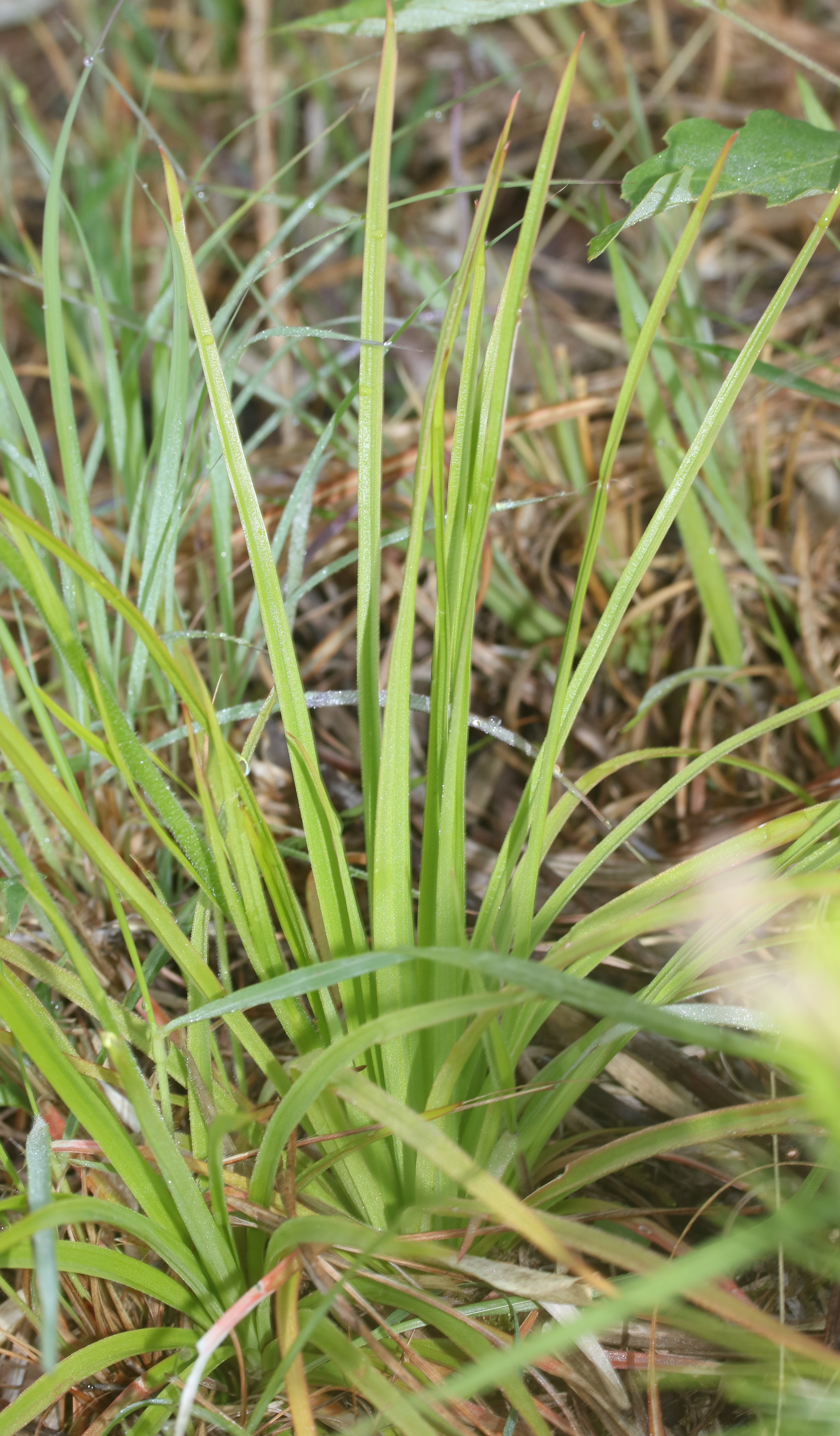
線形の根生葉が多数つく
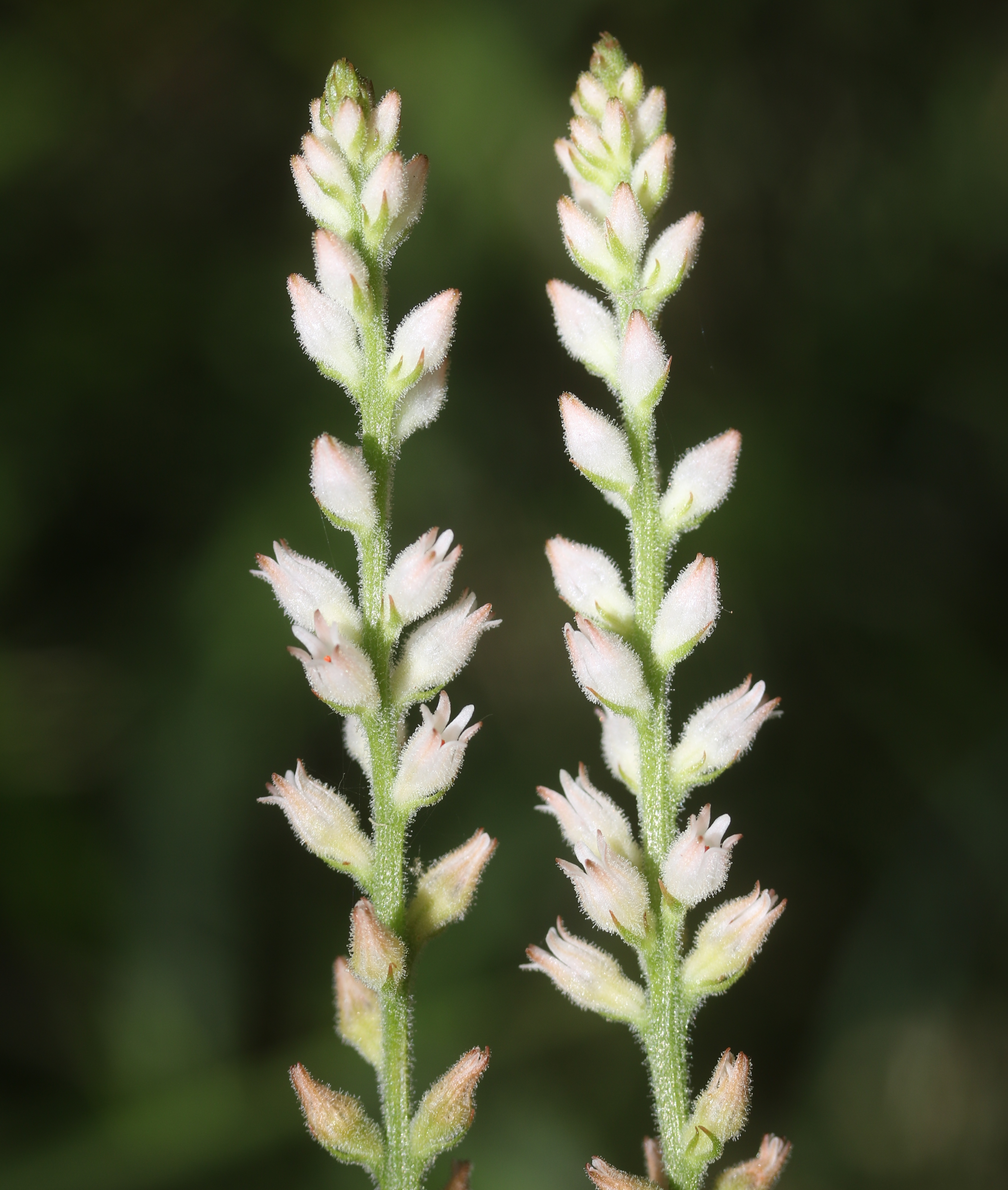
穂状花序に多数の花をやや密につける
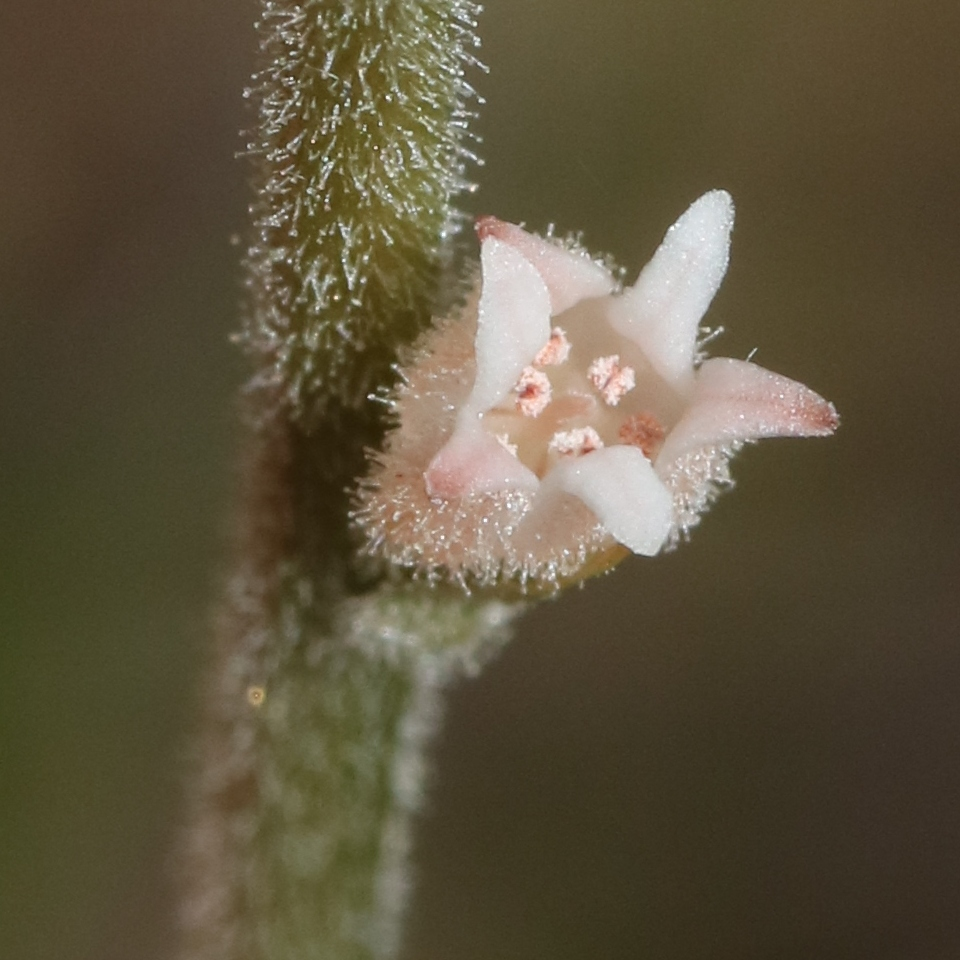
花被片はつぼ形で先は6裂し、裂片は披針形
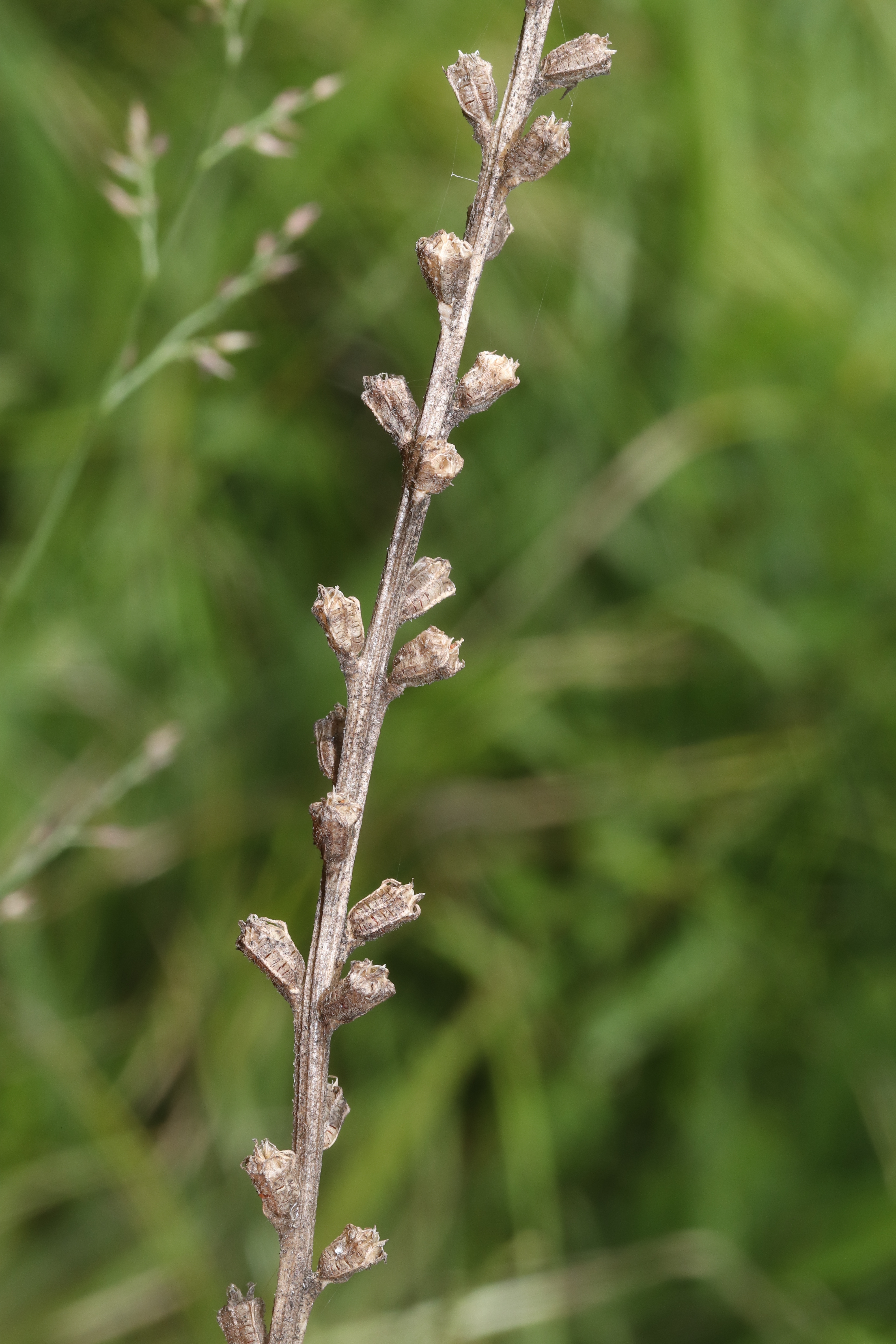
倒卵形の蒴果

## 分布と生育環境

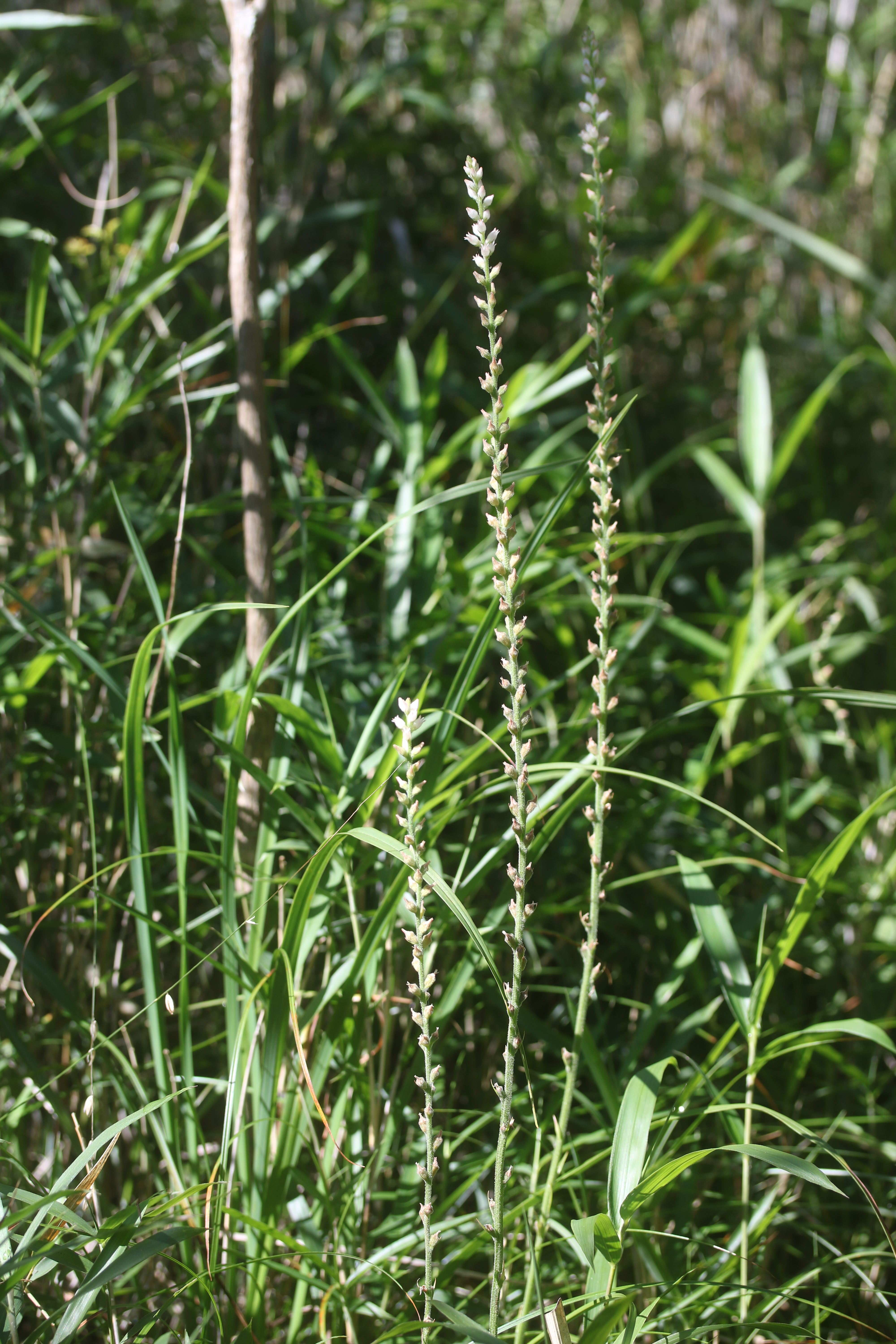
日当たりのよい低山地の草地に生育するソクシンラン

中国南部、台湾、朝鮮半島南部、日本の暖帯から亜熱帯にかけて分布する。
日本では、本州（関東地方以西）、四国、九州、奄美群島（奄美大島、徳之島）、沖縄諸島（沖縄島、伊平屋島、渡嘉敷島、阿嘉島、渡名喜島、久米島）に分布する。
日当たりのよい低山地、山麓の草原や道端に生育する。

## 種の保全状況評価
日本では以下の都道府県で、レッドリストの指定を受けている。1965年7月10日に秋田県鹿角郡十和田町（現鹿角市）でソクシンランが採集されたが、その後絶滅したとみられている。
- 絶滅 - 秋田県[8]
- 絶滅危惧IA類 - 神奈川県[9]
- 絶滅危惧II類 - 岐阜県[10]
- 準絶滅危惧 - 福井県[11]、徳島県[12]
- 一般保護生物（D) - 千葉県[13]

## 名前の由来
学名の種小名「spicata」は、「穂状をした」を意味する。和名の束心蘭は、葉がランに似ていて、花の束び中心から花茎が立つことに由来する。